# Schlehdorn
Der Schlehdorn (Prunus spinosa), auch Schwarzdorn, Schlehe, Schlehendorn, Heckendorn oder Sauerpflaume genannt, ist eine Pflanzenart aus der Gattung Prunus, die zur Tribus der Steinobstgewächse (Amygdaleae) innerhalb der Familie der Rosengewächse (Rosaceae) gehört. Die Art gilt als sehr variabel und neigt zudem zur Hybridbildung mit der Kulturpflaume und anderen Prunusarten. Schlehdorn eignet sich sehr gut für dichte Hecken, die wegen der vielen stacheligen Triebe weitgehend undurchdringlich sind. Natürlicherweise steht er an lichten Standorten, weswegen er in ganz Europa an Waldrändern und auf Sukzessionsflächen zu finden ist. Seine als Schlehen bezeichneten sauren Früchte werden im Spätherbst gerne zu Likören und anderen Alkoholika verarbeitet. Das harte Holz wurde früher gern für Peitschenstiele und Spazierstöcke verwendet.

## Beschreibung

### Vegetative Merkmale

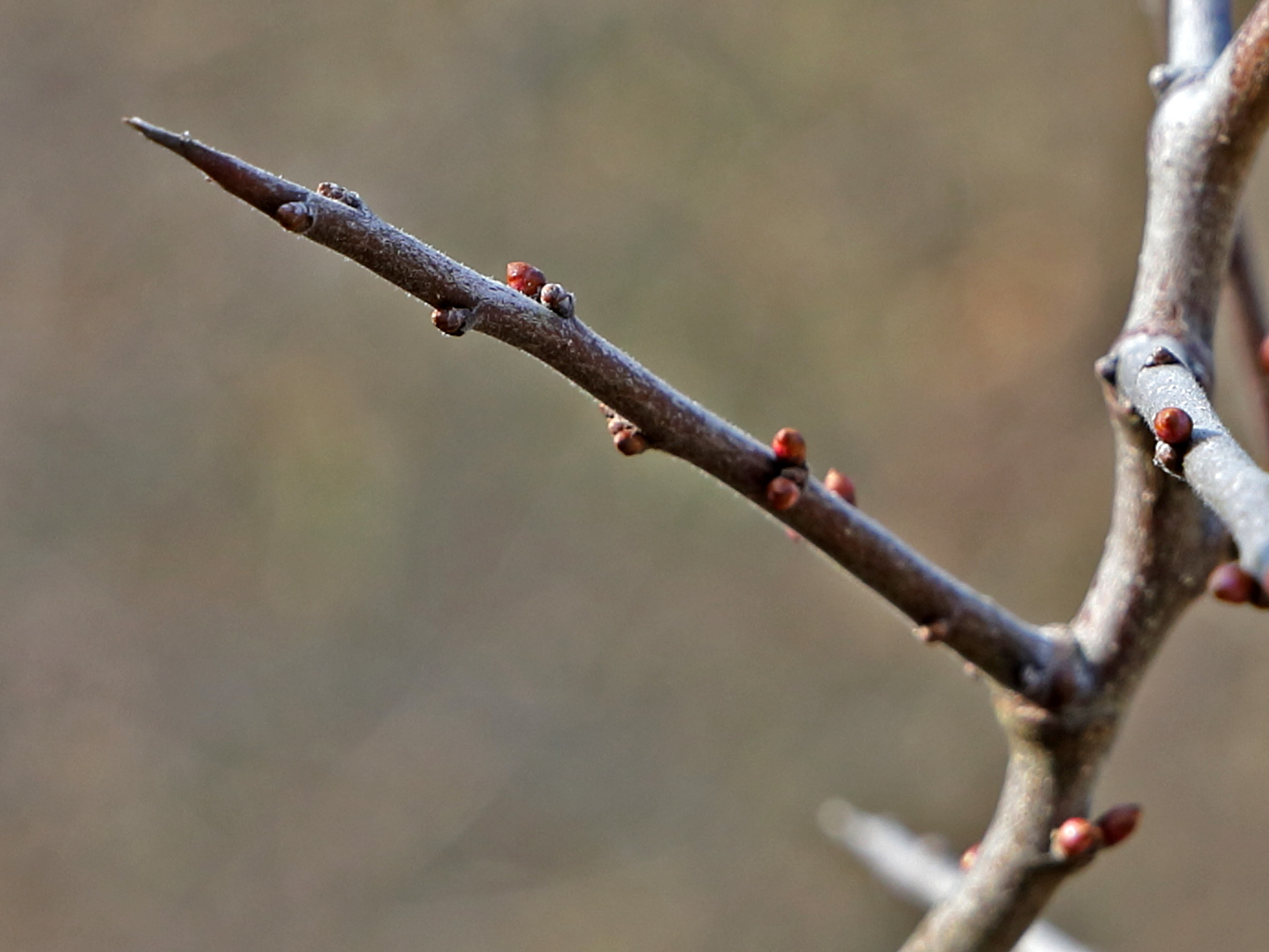
Rechtwinklig abstehender Kurztrieb mit endständigem Dorn und Knospen

Der sommergrüne, sparrige und sehr dornenreiche Schlehdorn wächst als Strauch oder als kleiner, oft mehrstämmiger Baum, der bis zu 40 Jahre alt werden kann. Er erreicht gewöhnlich Wuchshöhen von 3 Metern. In seltenen Fällen können Exemplare bis 6 Meter Höhe beobachtet werden. Da die zahlreichen Kurztriebe beinahe im rechten Winkel von den Langtrieben abstehen, zeigt die Schlehe ein typisch stark verästeltes Erscheinungsbild. Namengebend für die Art sind die Enden der Kurztriebe, die häufig in einem bis zu 20 mm langen, sehr schlanken Dorn auslaufen. Wie bei allen Dornen handelt es sich im botanischen Sinne um Umwandlungen der Seitentriebe.
Flach verzweigte, bizarre Krüppelformen entstehen durch Wildverbiss oder dauerhaft starke Winde und sind insbesondere in den Eichengebüschen der Nordseeküste anzutreffen.
Die flachwurzelnde Schlehe besitzt eine sehr dunkle, schwärzliche Rinde, die im fortgeschrittenen Alter in schmale Streifen zerreißt. Die Rinde der Triebe ist rotbraun gefärbt und filzig bis fein behaart, später verkahlen sie. Die Zweige zeigen eine rundliche bis kantige Form und sind mit zahlreichen Kurztrieben besetzt.
Die 1,5 bis 2 Millimeter langen, hellbraunen Knospen stehen meist zu dritt über einer Blattnarbe, wobei es sich bei den seitlichen gewöhnlich um Blütenknospen handelt, die rundlicher gestaltet sind als die ovalen bis oval-kugeligen Blattknospen. Am Ende der Kurztriebe kommen Blütenknospen oft ohne Internodien gehäuft vor. Die Blätter sind in der Knospenlage gerollt. Die Knospenschuppen sind meist behaart oder bewimpert und laufen in einer Spitze aus. Langtriebe besitzen keine echte Endknospe.

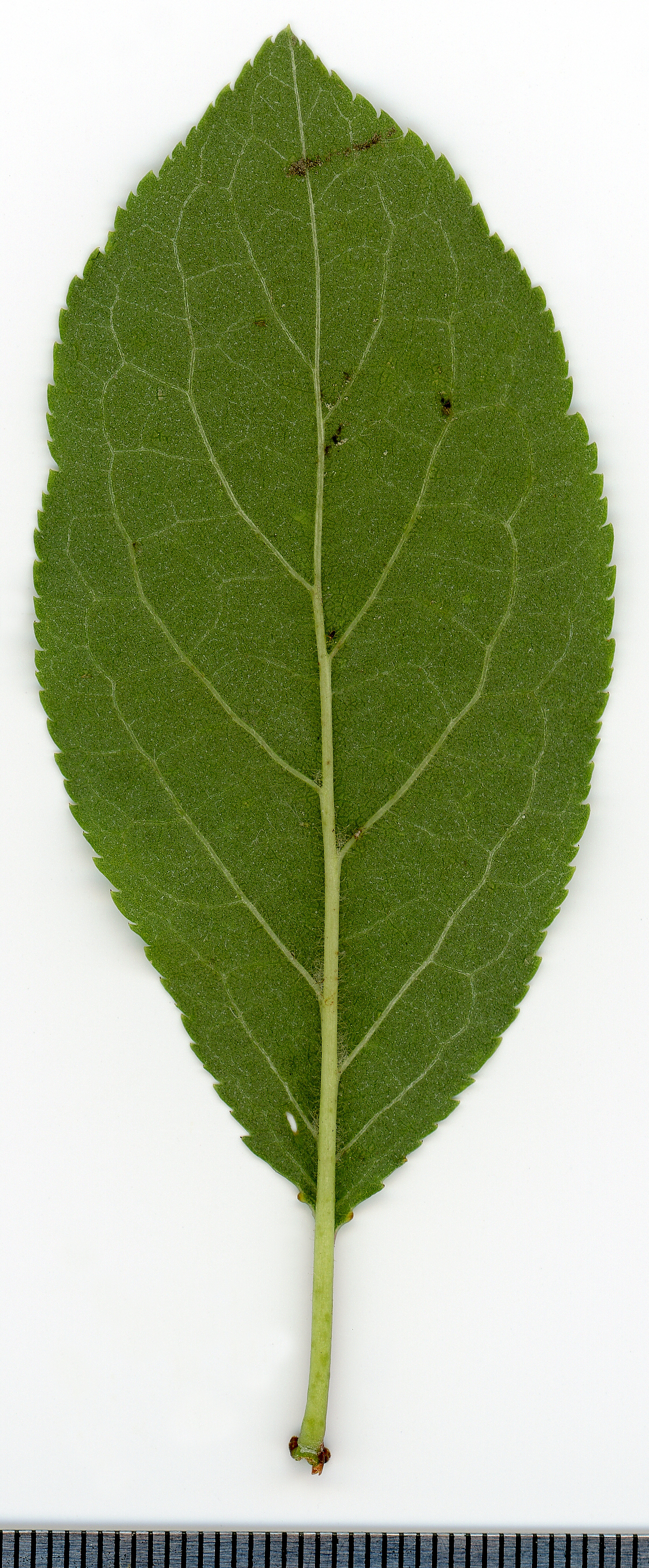
Oberseite des Laubblatts, herbarisiert

Die Laubblätter des Schlehdorns stehen an 2 bis 10 Millimeter langen Blattstielen, die leicht behaart sein können, jedoch meist drüsenlos sind. Die Blätter sind wechselständig und häufig büschelig-spiralig angeordnet. Sie fühlen sich relativ weich an. Die Blattspreite entwickelt eine Länge von 2 bis 5 Zentimeter und eine Breite zwischen 1 und 2 Zentimeter. Sie bildet eine verkehrt-eiförmige Form aus, die sich zum Blattgrund hin keilförmig verschmälert und in einer spitzen bis stumpfen Blattspitze ausläuft. Der Blattrand weist eine doppelte, feine Zähnung auf. Junge Blätter bilden an ihrer Blattunterseite zunächst eine flaumige Behaarung aus, verkahlen in der Folge und zeigen danach eine mittelgrüne Färbung. Die Blattoberseite ist unbehaart und von dunkelgrüner Farbe. Linealische, am Rand gezähnte Nebenblätter überragen gewöhnlich den Blattstiel. Am Grund der Blattspreite befinden sich Nektarien.

### Generative Merkmale

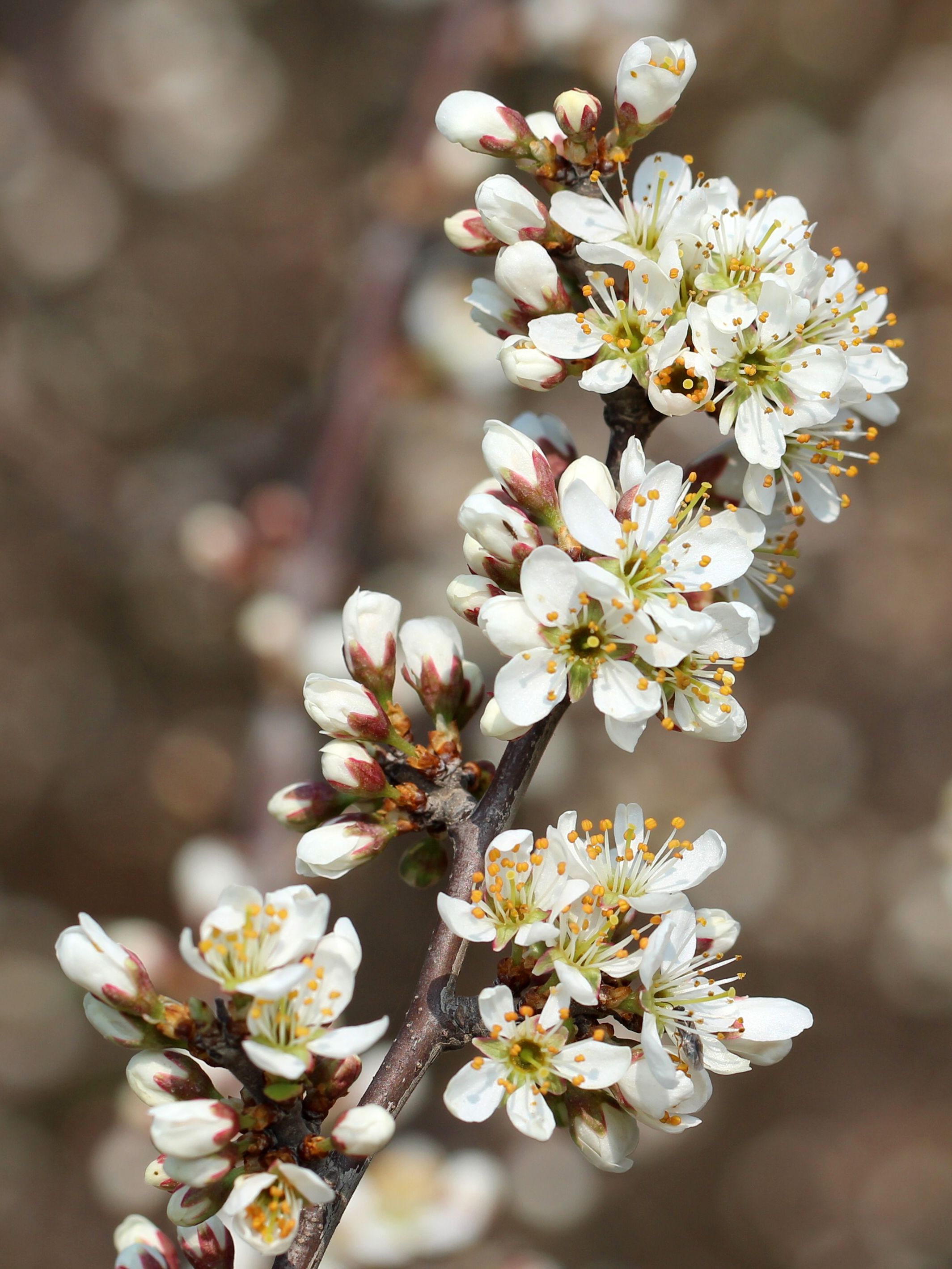
Vollblüte Anfang April, der Blattaustrieb folgt später

Der Schlehdorn ist protogyn, also vorweiblich. Die weißen Blüten des Schlehdorns erscheinen im März und April – lange vor dem Laubaustrieb. Dadurch lässt sich die Schlehe in diesem Zeitraum leicht vom Weißdorn unterscheiden, dessen Blüten erst nach den Blättern gebildet werden. Die an kurzen, starr abstehenden, meist kahlen Blütenstielen stehenden Blüten sind radiärsymmetrisch, fünfzählig und zwittrig mit doppelter Blütenhülle. Ihr Durchmesser beträgt etwa 15 Millimeter. Sie bilden sich an den verdornten Kurztrieben und stehen dort sehr dicht einzeln oder zu je zwei aneinander. Charakteristisch ist ihr leichter Mandelduft. Der Blütenbecher ist glockig. Der Kelch besteht aus fünf eiförmigen Kelchblättchen. Sie werden etwa 1,5 bis 2 Millimeter lang und sind am Rand unregelmäßig fein gezähnt. An der Außenseite ist der Kelch meist unbehaart. Die elliptischen, ganzrandigen, ausladenden und kurz genagelten Kronblätter erreichen eine Länge von etwa 6 bis 8 Millimeter. Sie sind nicht miteinander verwachsen und umgeben die etwa 20, 5 bis 7 Millimeter langen Staubblätter mit gelben oder rötlichen Staubbeuteln. Diese umgeben einen einzigen Griffel. Der mittelständige Fruchtknoten ist weit in den Achsenbecher eingesenkt, der Griffel mit kopfiger Narbe ist etwa so lang wie die Staubblätter.

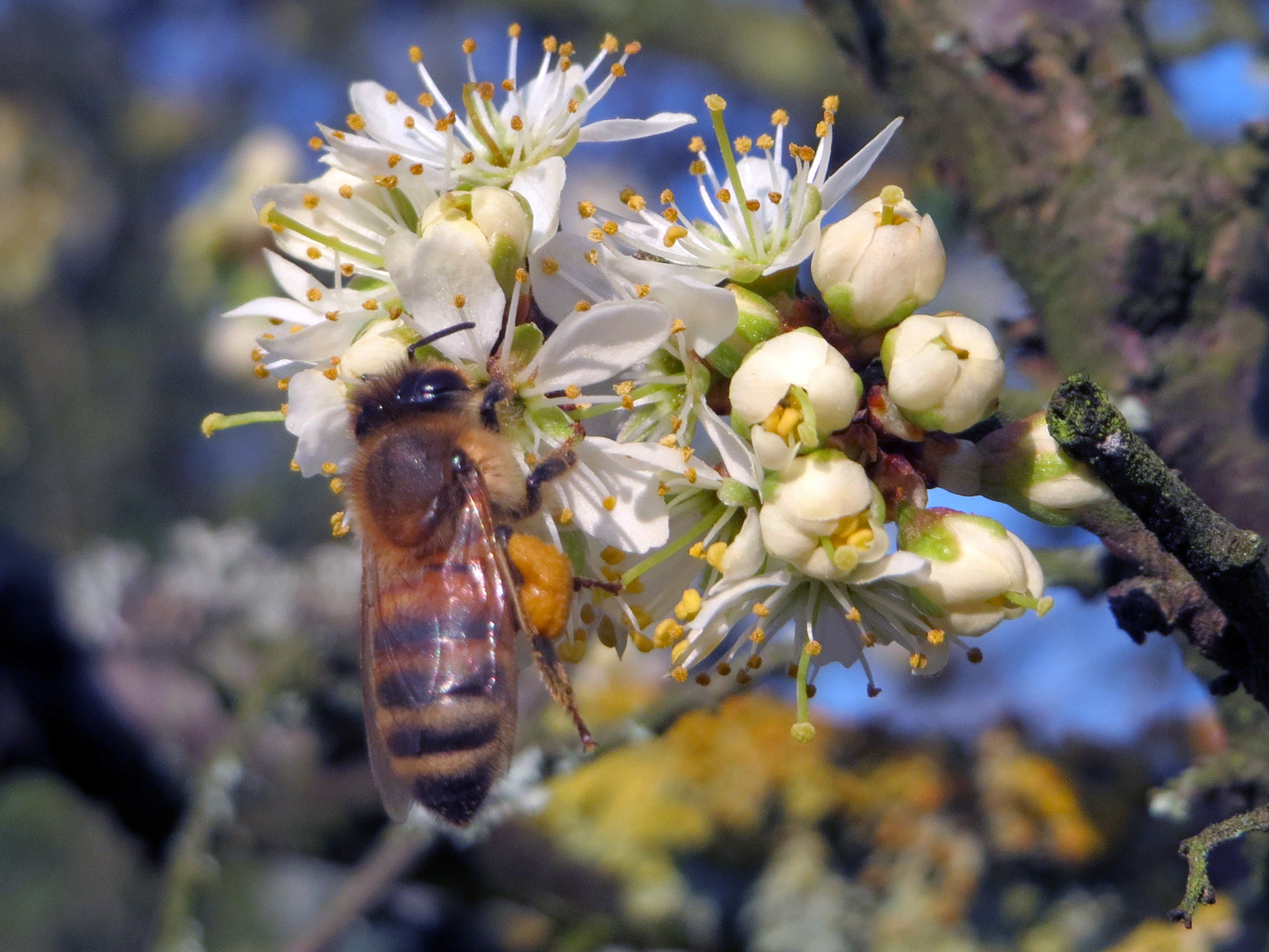
Bereits Mitte März finden Insekten wie Honigbienen (Apis mellifera) auf Schlehdornblüten ein reiches Nahrungsangebot

Die Innenseite des Blütenbechers sondert reichlich Nektar ab, so dass die Schlehdornblüten für zahlreiche Insekten im zeitigen Frühjahr eine wertvolle Nahrungsquelle darstellen. Der Schlehdorn wird dabei von den Insekten bestäubt.
An einem aufrechten Fruchtstiel entwickelt sich eine kugelige bis schwach ellipsoide, gefurchte Steinfrucht mit einem Durchmesser von 6 bis 18 Millimeter. Die Fruchtfarbe wechselt mit der Reife von grün nach blauschwarz bereift, eine Behaarung wird nicht ausgebildet. Das grüne, feste Fruchtfleisch löst sich nicht vom Steinkern. Der mehr oder weniger spitzige, harte, leicht abgeflachte Steinkern besitzt eine eiförmige bis ellipsoide oder rundliche Gestalt. Er wird etwa 9 Millimeter lang und 6 Millimeter breit, ist leicht texturiert, meist von rauer Struktur und mit netzartigen Adern. Von der Rückenfurche gehen schräg gestellte Kammstriche ab. Das Fruchtfleisch ist zunächst sehr sauer und herb – erst nach Frosteinwirkung wird es schmackhafter. Die Fruchtreife erfolgt ab Oktober bis November. Als Wintersteher bleiben die Früchte den Winter über am Strauch. Tiere, die den Samen der Frucht wieder ausscheiden, übernehmen die Ausbreitung.
Die Chromosomenzahl beträgt 2n = 32, bei der „Haferschlehe“ 16 oder 48.
Wie bei den meisten Pflanzen der Gattung Prunus enthalten die Samen des Schlehdorns das Blausäure-Glykosid Amygdalin.

## Verbreitung und Standort

Verbreitung des Schlehdorns

Die Heimat des Schlehdorns erstreckt sich über Europa, Vorderasien bis zum Kaukasus und Nordafrika. In Nordamerika und Neuseeland gilt er als eingebürgert. Im hohen Norden und auf Island sind keine Bestände belegt. Er vermehrt sich durch Aussaat und durch Wurzelausschläge.
Der Schlehdorn bevorzugt sonnige Standorte an Weg- und Waldrändern und felsigen Hängen oder in Gebüschen, bei eher kalkhaltigen, oft auch steinigen Böden. Als Heckenpflanze ist er weit verbreitet. Man findet ihn häufig in Gesellschaft von Wacholder, Berberitze, Haselnuss, Wildrosen und Weißdornarten. Auf den Dünen an der Ostsee ist er insbesondere mit Weiden vergesellschaftet. Der Schlehdorn besiedelt geeignete Standorte von der Ebene bis in Höhenlagen von 1600 m.
Schlehdornbuschgesellschaften gelten als Bindeglied in der Sukzession zum Hainbuchen-, Buchen- oder Eichenwald. Der Schlehdorn ist in Mitteleuropa eine Charakterart der Ordnung Prunetalia, kommt aber auch in Gesellschaften der Verbände Alno-Ulmion oder Carpinion vor.
Der Schlehdorn ist dem eurasischen Florenelement zugeordnet.

## Ökologie

### Wurzelkriechpionier
Der Schlehdorn gehört zu den Wurzelkriechpionieren. Die weit streichenden Wurzeln treiben Schösslinge, so dass Schlehdorn ideal ist, um dichte Hecken zu bilden. Wo er etabliert ist, entstehen undurchdringliche Gestrüppe, die zahlreichen Tieren Schutz bieten. Auf Pionierstandorten, wie zum Beispiel Trockenhängen, verdrängt er schnell die dort angesiedelte krautige Vegetation. Will man den natürlichen Sukzessionsprozess wegen der Seltenheit von Trockenhangbiotopen aufhalten, so muss der Trockenhang für seine Erhaltung regelmäßig vom Schlehdorn entkusselt werden.

### Synökologie

#### Symbiosen

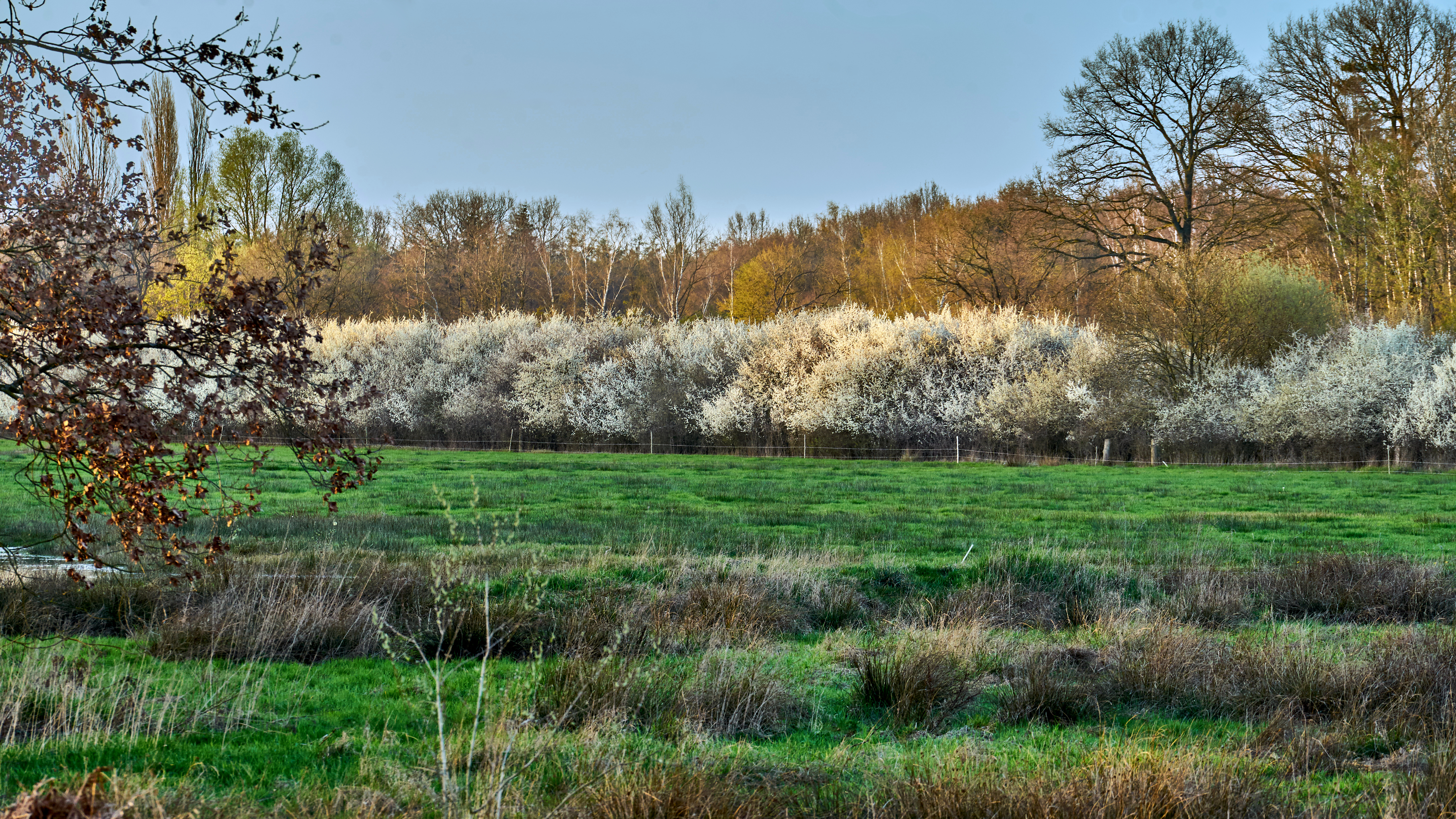
Ende März stehen Schlehenhecken in voller Blüte, während andere Gehölze noch keinerlei Austrieb zeigen

Der Schlehdorn zählt zu den wichtigsten Wildsträuchern für Insekten, da er mit seiner Blüte im zeitigen Frühjahr für zahlreiche Hummel-, Wildbienen- und Schmetterlingsarten nach der Überwinterung eine der wenigen frühen Nektarquellen darstellt.
Von den Früchten des Schlehdorns ernähren sich etwa 20 Vogelarten, zumeist Drosselartige, aber auch Meisen oder Grasmücken, wobei die Schlehenkerne unversehrt wieder ausgeschieden und somit die Samen durch die Vögel verbreitet werden.

#### Parabiosen
Schlehdornhecken bieten insbesondere strauchbrütenden Vogelarten ideale Nistmöglichkeiten. Diese nutzt zum Beispiel der selten auftretende Neuntöter, der zuweilen an den Dornen erbeutete Insekten oder Mäuse aufspießt.
An Standorten, die von extremer Trockenheit geprägt sind, wie beispielsweise Steinhalden, wächst der Schlehdorn oft langsam und bildet eine krüppelige Gestalt aus. Hier kann er für Tiere und andere Pflanzen eine Schutzfunktion ausüben.

#### Stellung im Nahrungsnetz

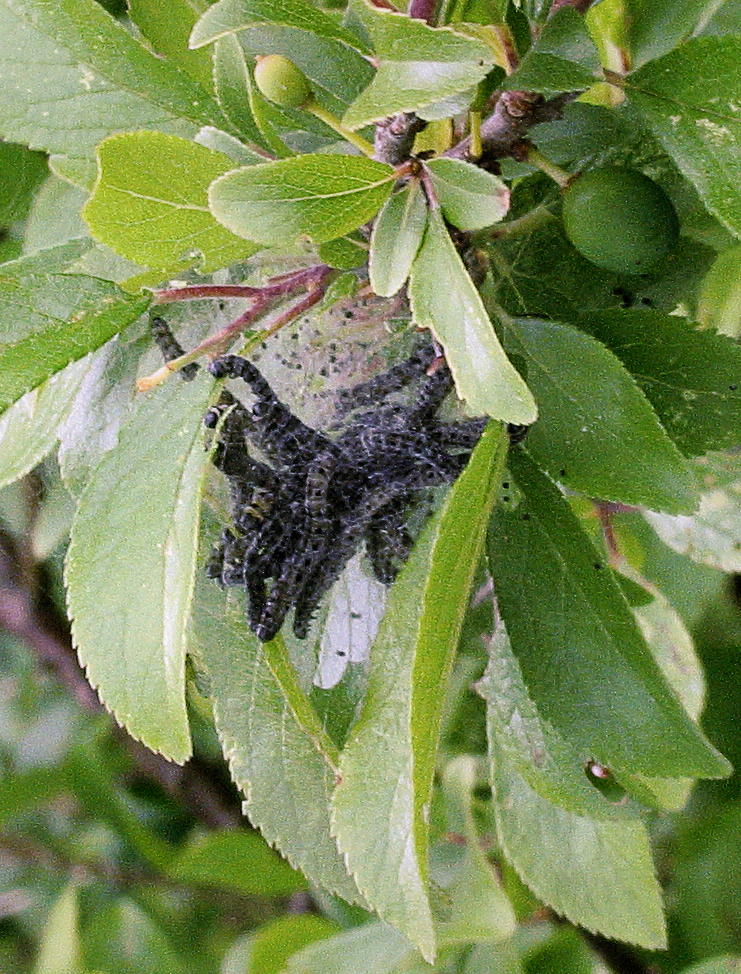
Raupen der Pflaumen-Gespinstmotte an der Schlehe

Schlehdornblätter sind die Nahrungsgrundlage von weit verbreiteten Arten wie der Pflaumen-Gespinstmotte, aber auch für seltene oder gefährdete Arten wie die Raupen des Grauen Laubholz-Dickleibspanners, des Gebüsch-Grünspanners, des stark gefährdeten Schwalbenwurz-Kleinspanners und des vom Aussterben bedrohte Hecken-Wollafters stellen sie eine wertvolle Futterpflanze dar. Adulte Segelfalter besuchen gern Schlehdornblüten, während sich seine Larven von den Schlehdornblättern oder anderen Prunusarten ernähren.
Mehrere Käferarten sind auf den Schlehdorn als Nahrungsquelle angewiesen. Der selten gewordene Goldglänzende Rosenkäfer frisst sowohl die Blütenblätter als auch den Pollen der Pflanze. Der Schlehen-Blütenstecher lebt als einzige mitteleuropäische Käferart ausschließlich auf dem Schlehdorn. Als Blattfresser am Schlehdorn sind Ameisensackkäfer, aber auch Smaragdina salicina und Cryptocephalus chrysopus beobachtet worden. Im Holz des Schlehdorns entwickelt sich die Larve des Rotbeinigen Scheibenbocks.
Vor dem Fraß durch größere Pflanzenfresser ist der Schlehdorn dagegen durch seine langen Dornen wirkungsvoll geschützt.

#### Krankheiten und Parasiten
Der Schlehdorn wird von den Rostpilzen Tranzschelia pruni-spinosae und vermutlich auch Tranzschelia discolor mit Uredien und Telien befallen. Zwei Arten aus der Gattung Taphrina parasitieren zudem auf dem Schlehdorn: Taphrina pruni bildet Narrentaschen an den Früchten, die recht seltene Taphrina insititiae hingegen ruft Verwachsungen an den Trieben hervor.

## Systematik

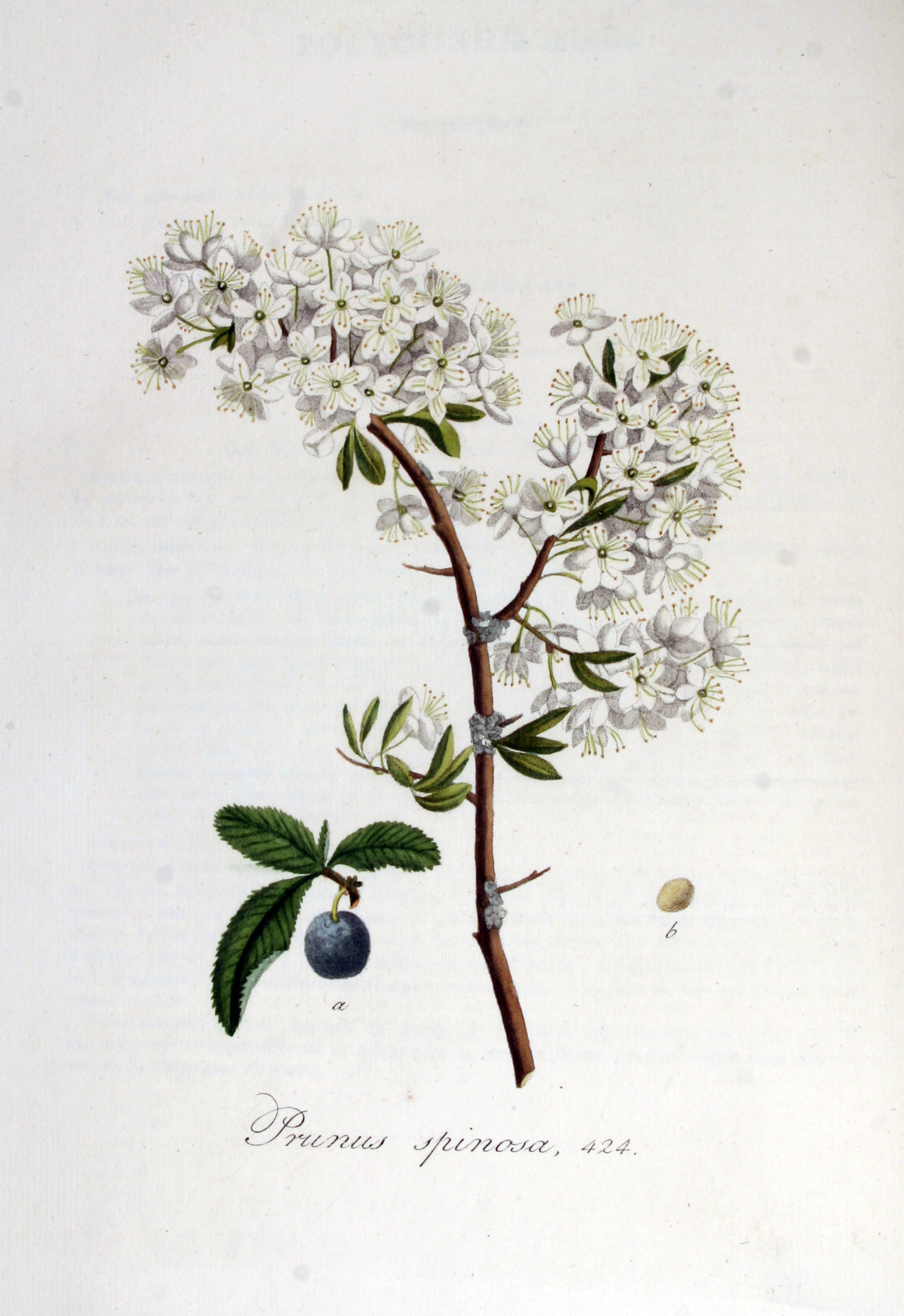
Diese Darstellung von 1832 beschränkt sich auf den wissenschaftlichen Namen Prunus spinosa

### Taxonomiegeschichte
Der Schlehdorn wurde 1753 von Carl von Linné unter der heute gültigen Bezeichnung Prunus spinosa L. in seinem Werk Species Plantarum, Band 1, S. 475 erstbeschrieben. Bis dahin trug der Schlehdorn in unterschiedlichen Schreibungen häufig die Bezeichnung Accacia, aber auch Prunus sylvestris (1570). Später wurden zudem Prunus acacia-germanica Crantz (1763), Prunus praecox Salisb. (1769) und Prunus montana Schur (1866) vorgeschlagen, konnen sich aber allesamt nicht durchsetzen.

### Unterarten
Die Schlehe ist eine äußerst variable Art, die systematische Einordnung ihrer Unterarten wird dadurch erschwert und ist unter Botanikern umstritten. Hildemar und Ilse Scholz schlagen zwei Unterarten vor, deren wesentliches Unterscheidungsmerkmal in der Behaarung des Fruchtstiels und -bechers liegt:
- Prunus spinosa subsp. spinosa, Gewöhnliche Schlehe. Synonyme Bezeichnungen sind Prunus spinosa var. vulgaris Ser. ex DC. (1825) und Prunus spinosa var. typica C. Schneider (1906). Die gewöhnliche Schlehe wächst buschig. Ihre Zweige bilden Dornen sowie eine mäßige Behaarung aus. Die jungen Blätter sind behaart, später verkahlen sie. Die Fruchtstiele und Fruchtbecher sind unbehaart. Ihre Vorkommen sind weit verbreitet. In Südmähren existiert eine Varietät (var. dulcescens Domin), die kleine, süße Früchte hervorbringt.
- Prunus spinosa subsp. dasyphylla (Schur) Domin (1945), Filzige Schlehe. Als Basionym gilt Prunus spinosa var. dasyphylla Schur (1866). Die Filzige Schlehe wächst als dorniger Strauch oder kleiner Baum. Ihre Zweige weisen eine Behaarung auf. Die Blätter entwickeln zumindest an der Unterseite eine dauerhafte Behaarung. Fruchtstiel und Fruchtbecher sind behaart. Das Verbreitungsgebiet erstreckt sich von Süd- und Südwesteuropa über Nordwestafrika, die Türkei, den Kaukasus bis in den Nordwestiran. Im pannonischen Gebiet markiert Südmähren die Verbreitungsgrenze.

Eine weitere Unterart wurde aus Portugal beschrieben und gilt als Endemit dieses Landes:
- Prunus spinosa subsp. insititioides (Fic. & Coutinho) Franco.[14]

### Hybride innerhalb der Gattung Prunus
Auch die systematische Einordnung Haferschlehe, auch Haberschlehe, Krieche, Große Schlehe oder Süße Schlehe genannt, ist umstritten. Es handelt sich um einen bis zu drei Meter hohen, baumartigen Strauch, der nur vereinzelt an älteren Zweigen Dornen bildet. Die meist behaarten Blätter sind bis zu drei Zentimeter breit und damit etwas breiter als beim Schlehdorn. Blüten- und Laubaustrieb erfolgen nicht nacheinander, sondern gleichzeitig. Die Blüten stehen einzeln oder zu zweit und verteilen sich locker über die Zweige. Die kugelige Frucht ist mit 12 bis 25 Millimeter Durchmesser ebenfalls etwas größer. Der Geschmack des Fruchtfleischs wird als schwach herbsauer angegeben. Untersuchungen aus dem Jahr 2016 scheinen Mang zu bestätigen, der sie unter der Bezeichnung Prunus x fruticans Weihe als Hybrid zwischen dem Schlehdorn und der Kriechen-Pflaume deutet. Vom Schlehdorn ist die Haferschlehe genetisch nicht differenzierbar, allerdings ist sie im Gegensatz zum tetraploiden Schlehdorn pentaploid.
Bei den verstreuten Einzelvorkommen der Haferschlehe handelt es sich möglicherweise um Verwilderungen, da sie als Pfropfunterlage verwendet wird.
Insbesondere im südlichen Mitteleuropa und dem angrenzenden Mittelmeerraum kommt eine Reihe weiterer Pflanzensippen vor, die, dem tschechischen Botaniker Karel Domin folgend, auch zeitweise als Unterarten aufgefasst wurden, wobei er sich fast ausschließlich auf Merkmale der Frucht bezog. Domin unterschied, neben den bisher genannten, noch die Unterarten moravica, megalocarpa, fechtneri, ovoideoglobosa. Nach genetischen Analysen anhand slowakischer Vorkommen handelt es sich vermutlich bei diesen, und weiteren, benannten Formen tatsächlich um einen Hybridschwarm zwischen dem Schlehdorn und der Kulturpflaume, mit verschiedenen Rückkreuzungen zwischen den Hybridsippen.

## Etymologie

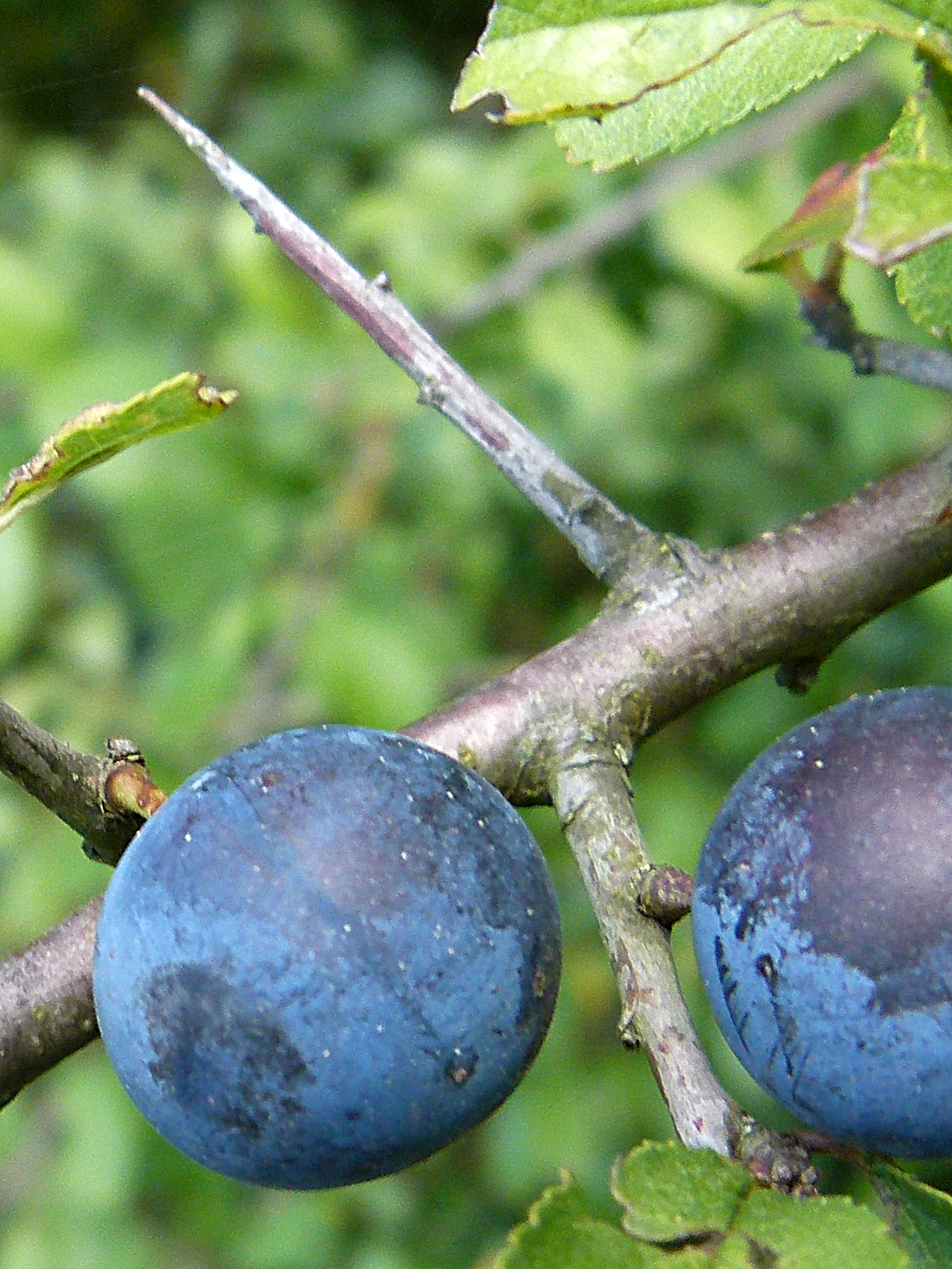
Bläuliche Früchte und Dorn

Der Name Schlehe geht auf mittelhochdeutsch slēhe beziehungsweise althochdeutsch slēha zurück. Die weitere Herkunft ist unklar. Die verschiedentlich postulierte Herleitung von einer indogermanischen Wurzel *(s)lī-, (s)ləi ‘bläulich’ und damit Verwandtschaft mit russisch слива sliwa oder das serbokroatisch šljiva ‘Zwetschge’ (davon abgeleitet Sliwowitz) werfen aufgrund des gemeingermanischen Lautstands Fragen auf. Laut Elmar Seebold ist deshalb „vielleicht eher mit Suffixvariation zu rechnen“, also einem zwar identischen Wortstamm, der aber im Germanischen einerseits und im Slawischen anderseits um je ein verschiedenes Suffix erweitert worden ist.
Das wissenschaftliche Epitheton spinosa ist lateinisch und bedeutet „dornig“.

## Nutzung

### Steinzeit bis Mittelalter
Zahlreiche Funde von Schlehenkernen in neolithischen Feuchtbodensiedlungen zeigen, dass der Schlehdorn spätestens während der Jungsteinzeit in Mitteleuropa eingebürgert ist. Im Pfahlbaudorf Sipplingen am Bodensee gibt es dendrochronologisch auf 3300 v. Chr. datierte durchlochte Schlehenkerne, die offenbar als Schmuckkette getragen wurden. Auch Pflanzenreste in Kugelamphoren-Keramik oder Abdrücke der Schlehenkerne an neolithischen Tongefäßen zeugen von der Schlehennutzung in Mitteleuropa seit dieser Zeit.

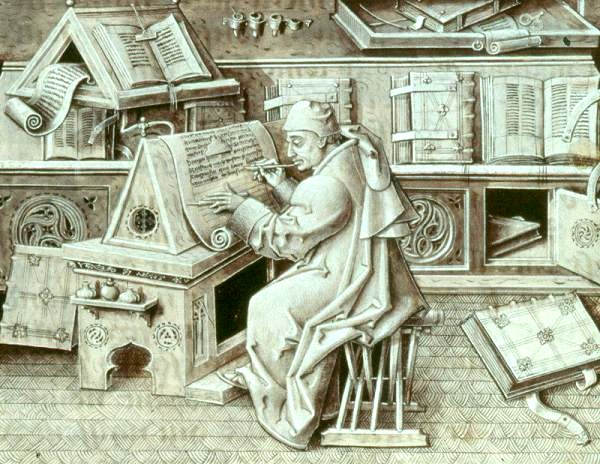
In mittelalterlichen Skriptorien schrieben Mönche häufig mit rotbrauner Dornrindentinte

Im Mittelalter gab es Tinte, die aus färbenden Pflanzenrinden gewonnen wurde, bevorzugt wurde Schlehenrinde verwendet. Dazu wurde die vom Zweig gelöste Rinde in Wasser eingelegt. Nach drei Tagen wurde das Wasser aufgekocht und erneut über die Rinde gegossen. Dieser Vorgang wurde wiederholt, bis die Schlehenrinde vollkommen ausgelaugt und alle Farbpigmente gelöst waren. Danach wurde die Flüssigkeit mit Rotwein versetzt und eingekocht. Die resultierende rotbraune Dornrindentinte war lichtecht und wasserfest und wurde in mittelalterlichen Skriptorien verwendet.
Aus der Schlehenrinde gewonnene rote Farbe wurde außerdem eingesetzt, um die Haltbarkeit von Käse zu verbessern. Schlehenblätter dienten als Tabakersatz. Die Dornen der Schlehe verwendeten Wursthersteller als Sperrhölzchen.

### Brauchtum in der Frühen Neuzeit

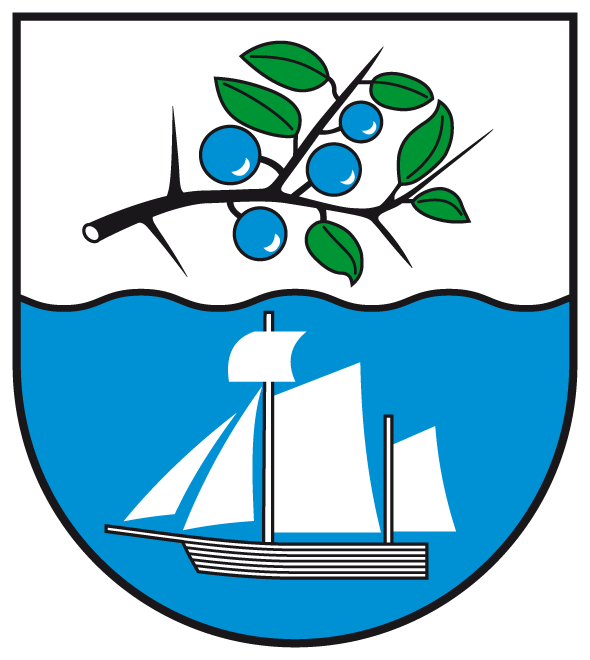
Wappen mit Schlehdorn der Stadt Dranske

Die Schlehe zählte in der Frühen Neuzeit zu den Pflanzen, mit deren Hilfe sich Ernte und Wetter vorhersagen ließen. So wurden die Tage, die zwischen dem Erblühen der Schlehe und dem 23. April – dem Georgitag – lagen, gezählt, um den genauen Erntetermin der Getreideernte um den Jakobitag (25. Juli) zu bestimmen. Ein gehäuftes Auftreten von Schlehen bedeutete einen besonders strengen Winter, so der Volksglaube.
Dem dornenreichen Gehölz wurde eine starke Schutzwirkung gegen Hexen zugeschrieben. Deshalb wurden Weiden und Höfe oftmals mit Schlehen umpflanzt.
Schlehen oder Schlehenblüten werden gelegentlich in Wappen verwendet. Zahlreiche Legenden befassen sich mit dem frühblühenden, auffällig reinweißen Blütenschmuck der Schlehe. In Posen wird berichtet, dass der Kreuzdorn der Schlehe unterstellte, ihre Zweige für die Dornenkrone Jesu bereitgestellt zu haben. Um die Unschuld der Schlehe zu offenbaren, schüttete Gott des Nachts unzählige weiße Blüten über dem Strauch aus.

### Historische Heilkunde

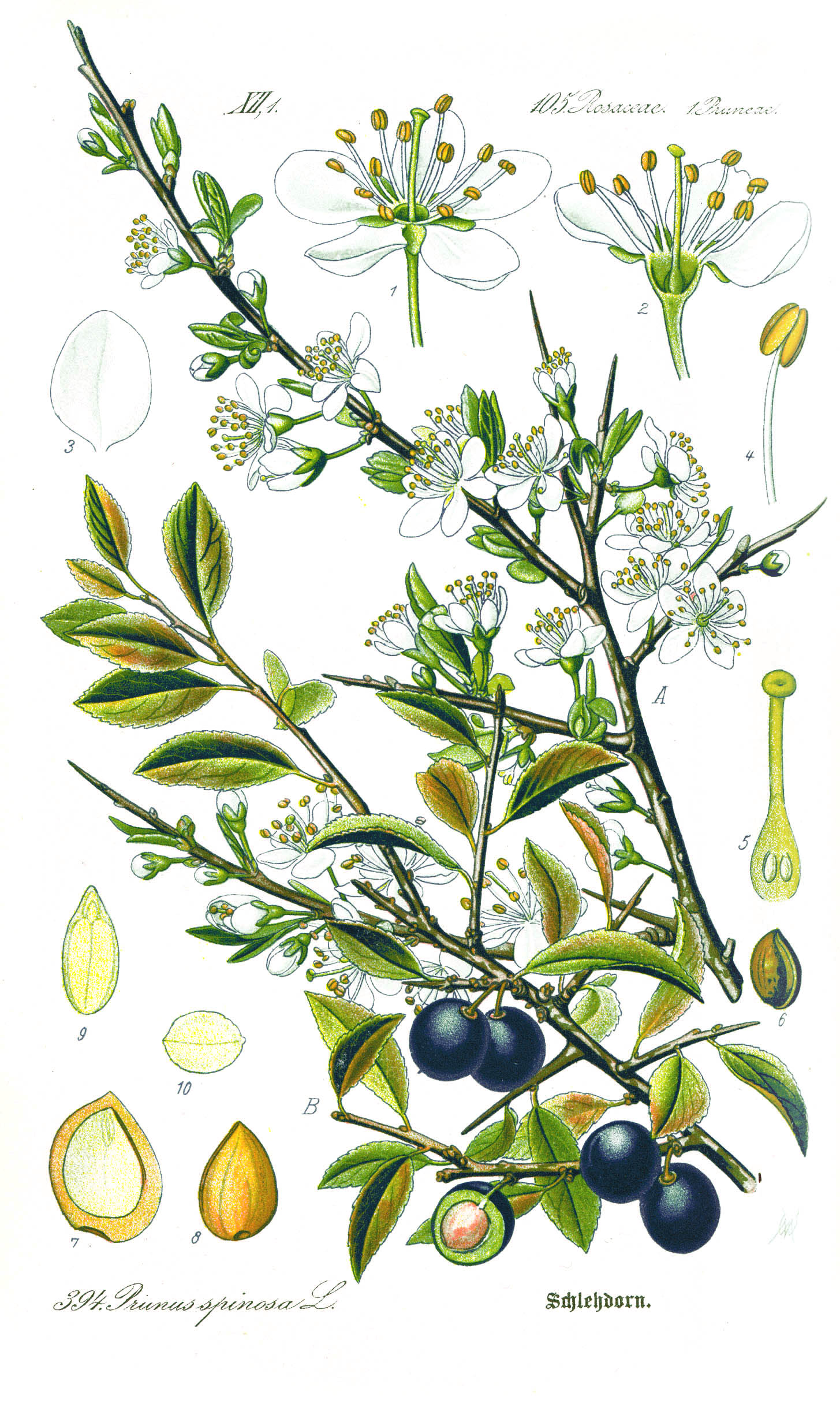
Illustration der Flora von Deutschland aus dem Jahr 1881

Die Blüten, Rinde und Früchte sollen adstringierend (zusammenziehend), harntreibend, schwach abführend, fiebersenkend, magenstärkend und entzündungshemmend wirken. Ein Blütenaufguss wurde besonders bei Kindern mit Durchfallerkrankungen, bei Blasen- und Nierenproblemen sowie Magenbeschwerden eingesetzt. Schlehenelixier galt als geeignetes Stärkungsmittel nach Infektionskrankheiten. Als besonders wirksam galt Schlehdorn, wenn er etwa zwischen dem 15. August und 15. September (im Frauendreißiger) gesammelt wurde.

### Nahrungsmittel und Getränke

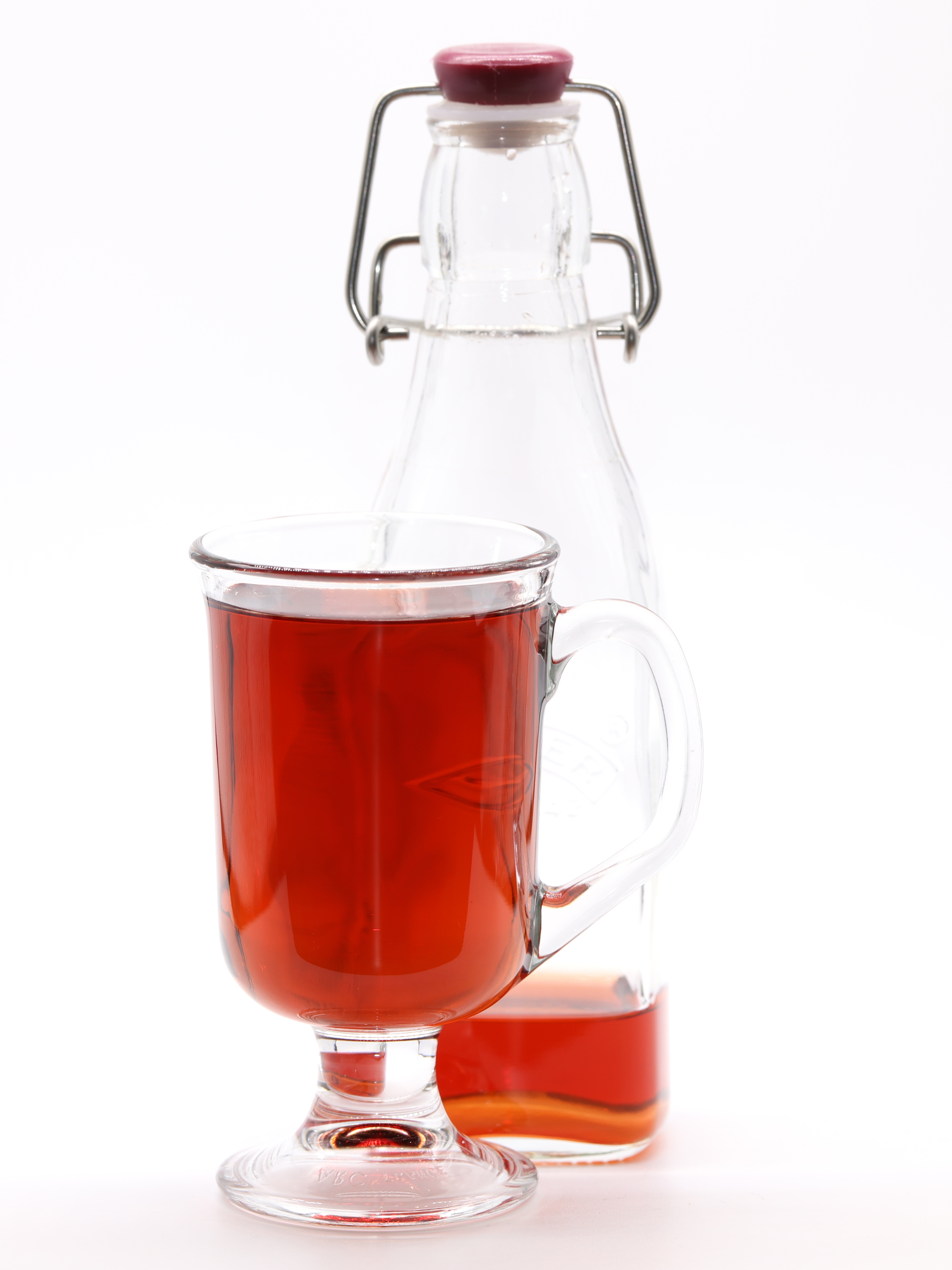
Selbstgemachter Schlehenlikör

Die als Schlehen bezeichneten Früchte des Schlehdorns sind häufig ab September reif, werden aber zumeist erst nach dem ersten Frost geerntet. Durch die Frosteinwirkung (Naturfrost oder Tiefkühlkälte) wird ein Teil der bitter schmeckenden und adstringierend wirkenden Gerbstoffe in den Früchten enzymatisch abgebaut. Dabei verringert sich der Gerbstoffgehalt im Fruchtsaft von etwa 10 g/l auf unter 5 g/l. Ein vollständiger Abbau der Gerbstoffe ist hingegen unerwünscht, da sie wesentlich zum Geschmack der Produkte beitragen.
Die derart gereiften Früchte werden beispielsweise zur Herstellung von Fruchtsaft, Obstwein oder Marmelade sowie als Geschmacksträger von Likören wie Schlehenlikör, Schlehenfeuer oder Sloe Gin, für Schlehenbrand, Schlehengeist oder Patxaran verwendet. Produkte aus Schlehenfrüchten besitzen typischerweise eine natürliche, intensive Rotfärbung.
Schlehenwein ist ein Fruchtwein, der nur auf den Früchten des Schlehdorns basiert. In manchen Gegenden werden die Früchte in geringen Mengen dem Apfelwein zugesetzt, wodurch dieser aufgrund der Gerbstoffe in den Schlehenfrüchten einen etwas weinähnlicheren Charakter erhält.

### Ingenieurbiologie

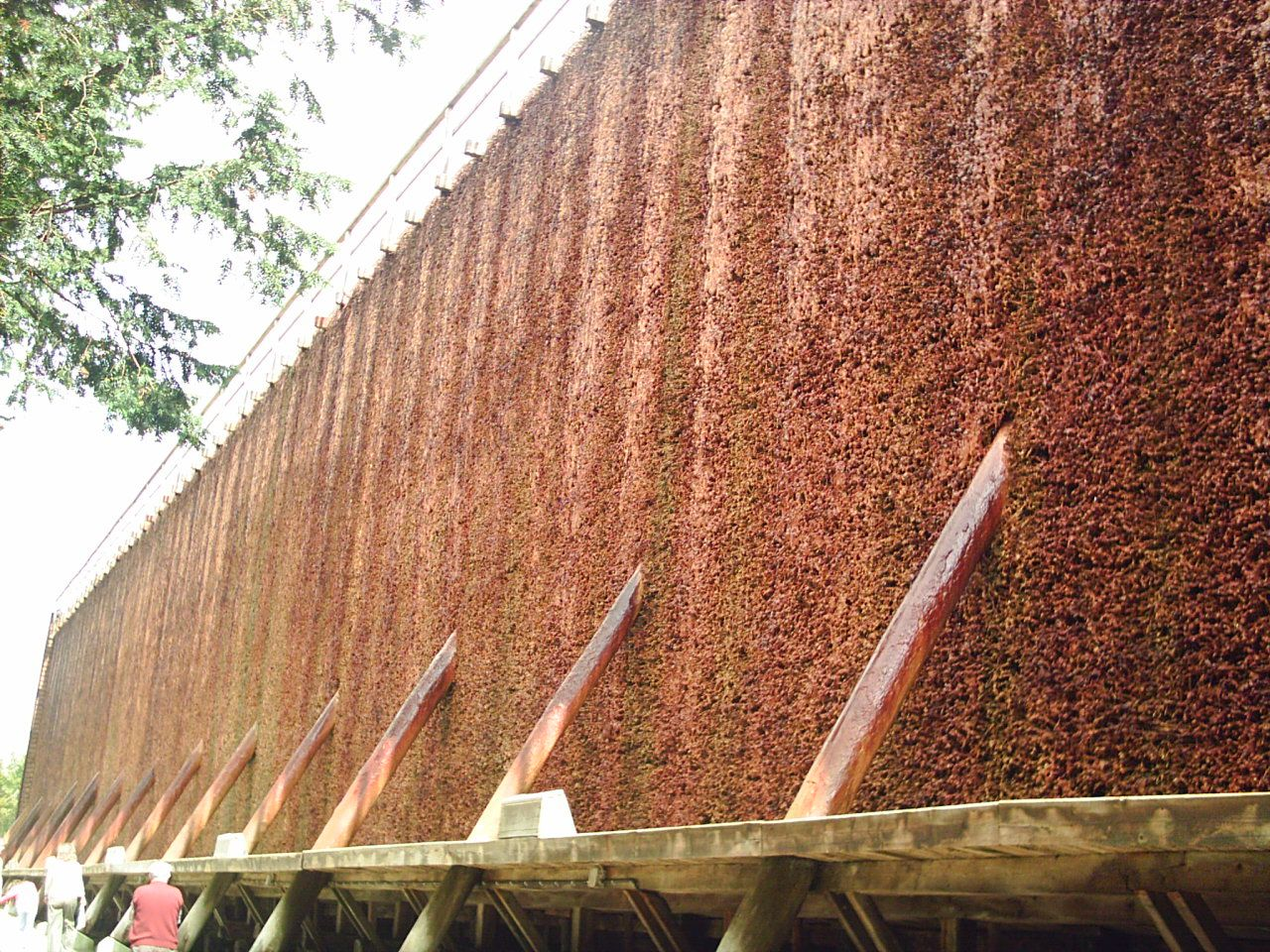
Gradierwerk mit Reisigbündeln aus Schlehdorn in Bad Salzuflen

Ingenieurbiologische Bedeutung erlangt die Schlehe durch ihr weitreichendes Wurzelwerk, ihre Ausbreitungsfreude und Windbeständigkeit. Sie eignet sich deshalb besonders zur Befestigung von Hängen und Böschungen. Auch als Schneeschutzgehölz und Verkehrsbegleitgrün kommt der Schlehe einige Bedeutung zu. Die sparrigen Äste des Schlehdorns werden zur Konzentrierung der Salzsole in Gradierwerken, zum Beispiel in Bad Kissingen, Bad Salzuflen, Bad Orb oder Bad Wilsnack verbaut.

### Holz
Das zerstreutporige, leicht glänzende Holz der Schlehe zeichnet sich durch große Härte aus. Es besitzt einen rötlichen Splint und einen braunroten Kern. Es wird zum Schnitzen und zur Herstellung von Peitschenstielen und Spazierstöcken verwendet.

## Bilder

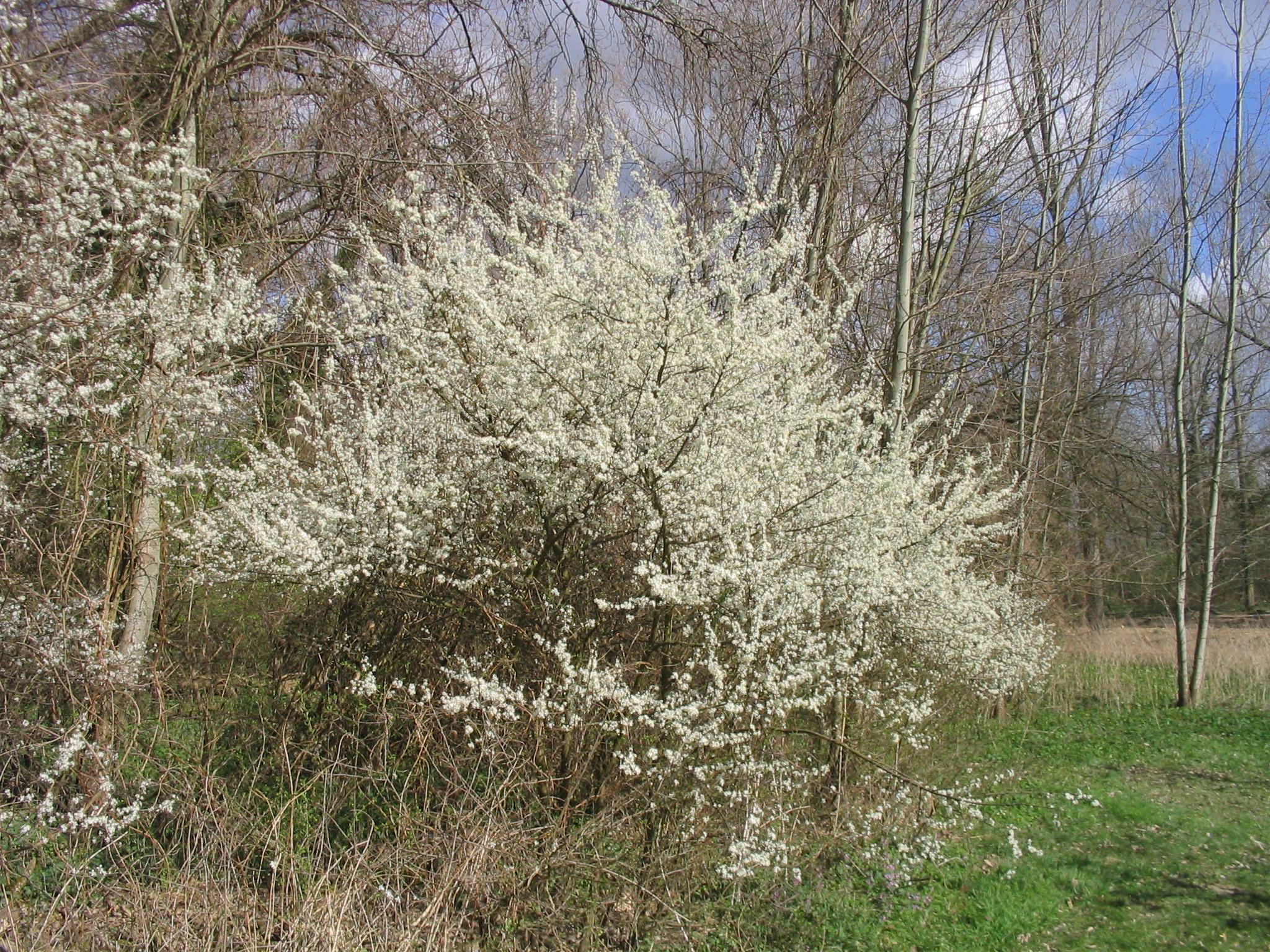
Blühender Schlehdorn, typischerweise am Waldrand
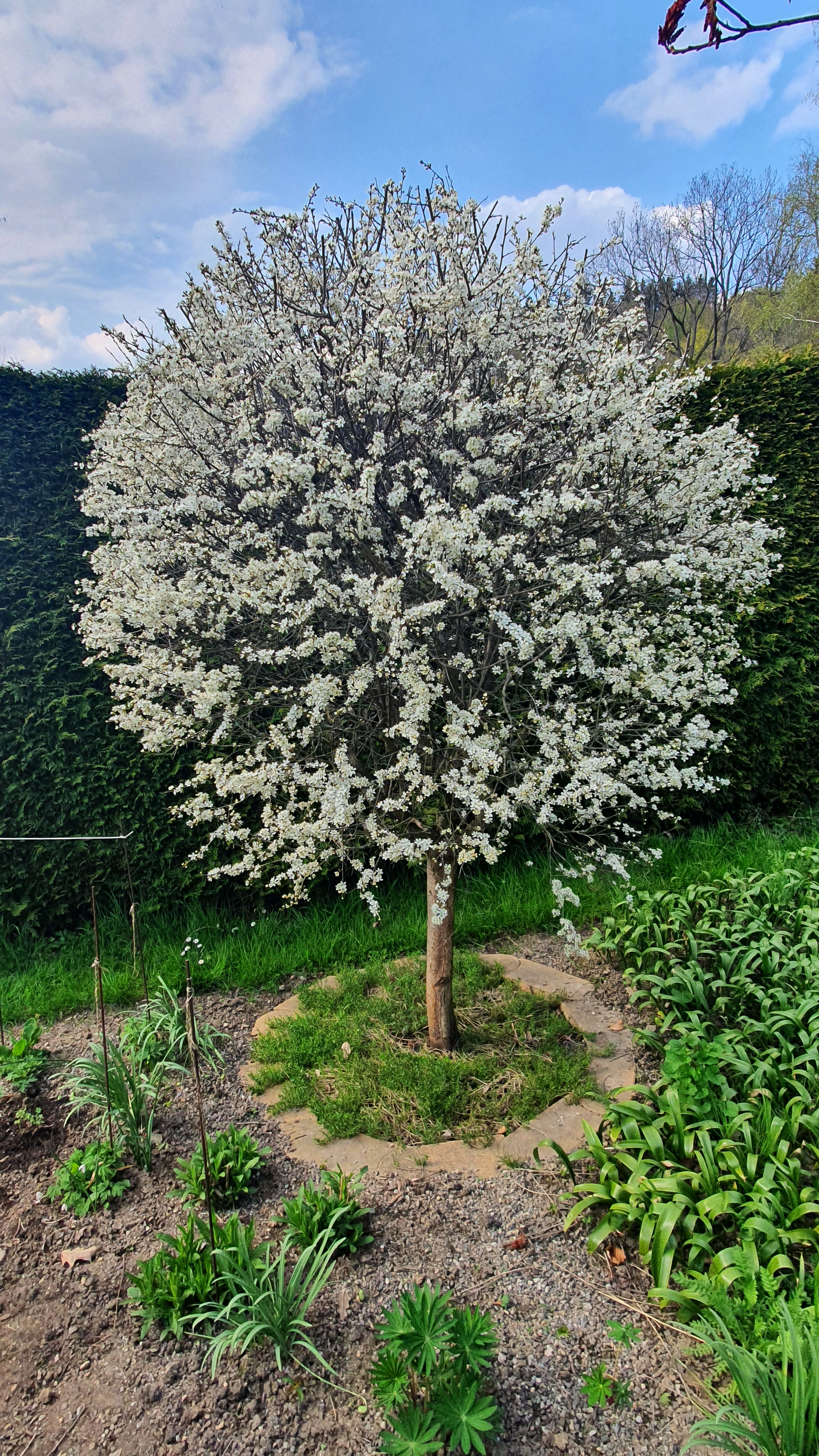
Blühender Schlehdorn, geschnitten als Formgehölz
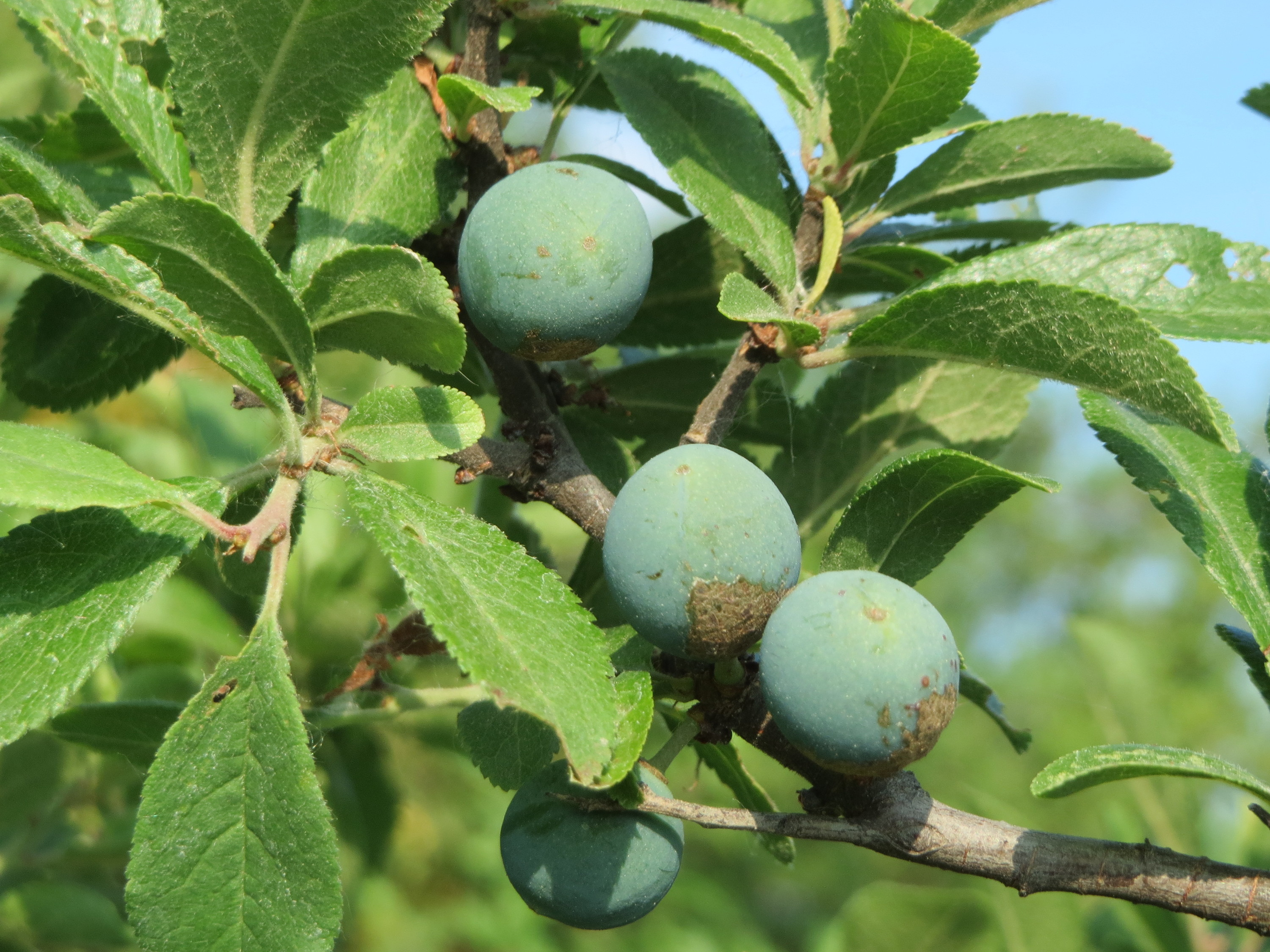
Unreife Früchte im Juni
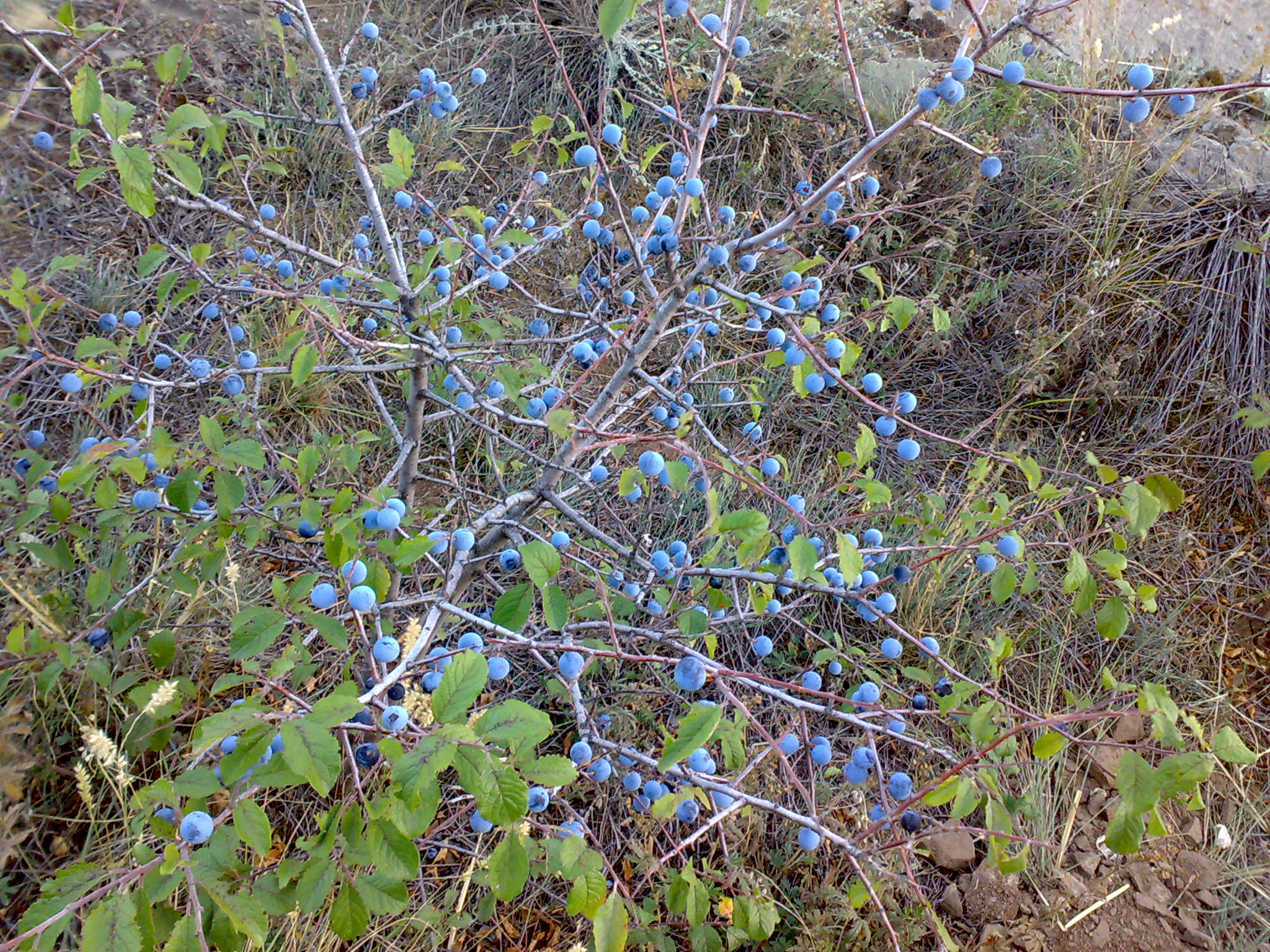
Reife Schlehen in großer Zahl
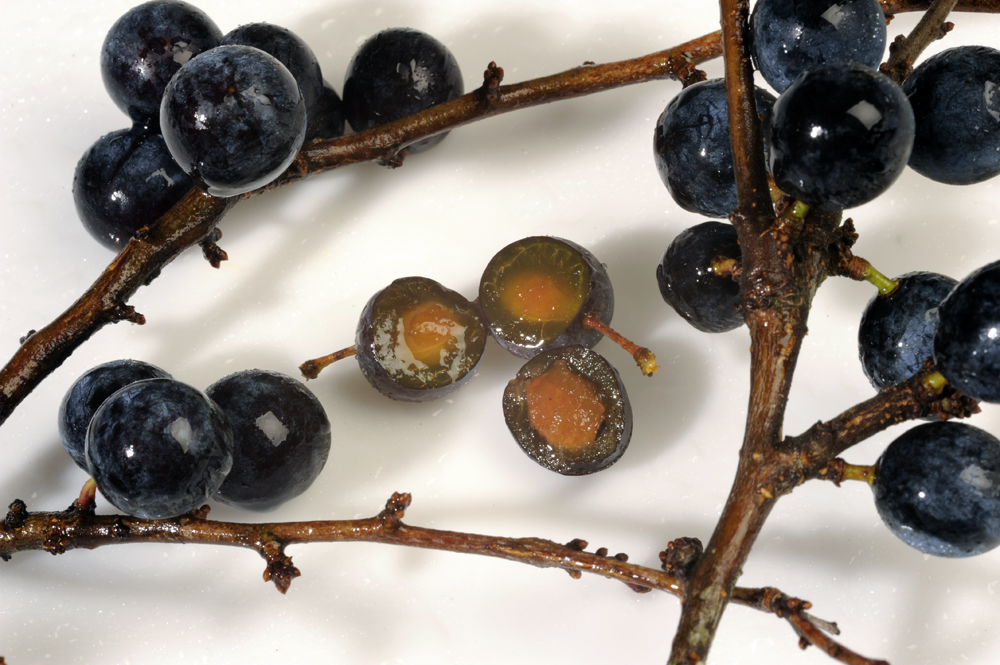
Angeschnittene reife Früchte mit Kern
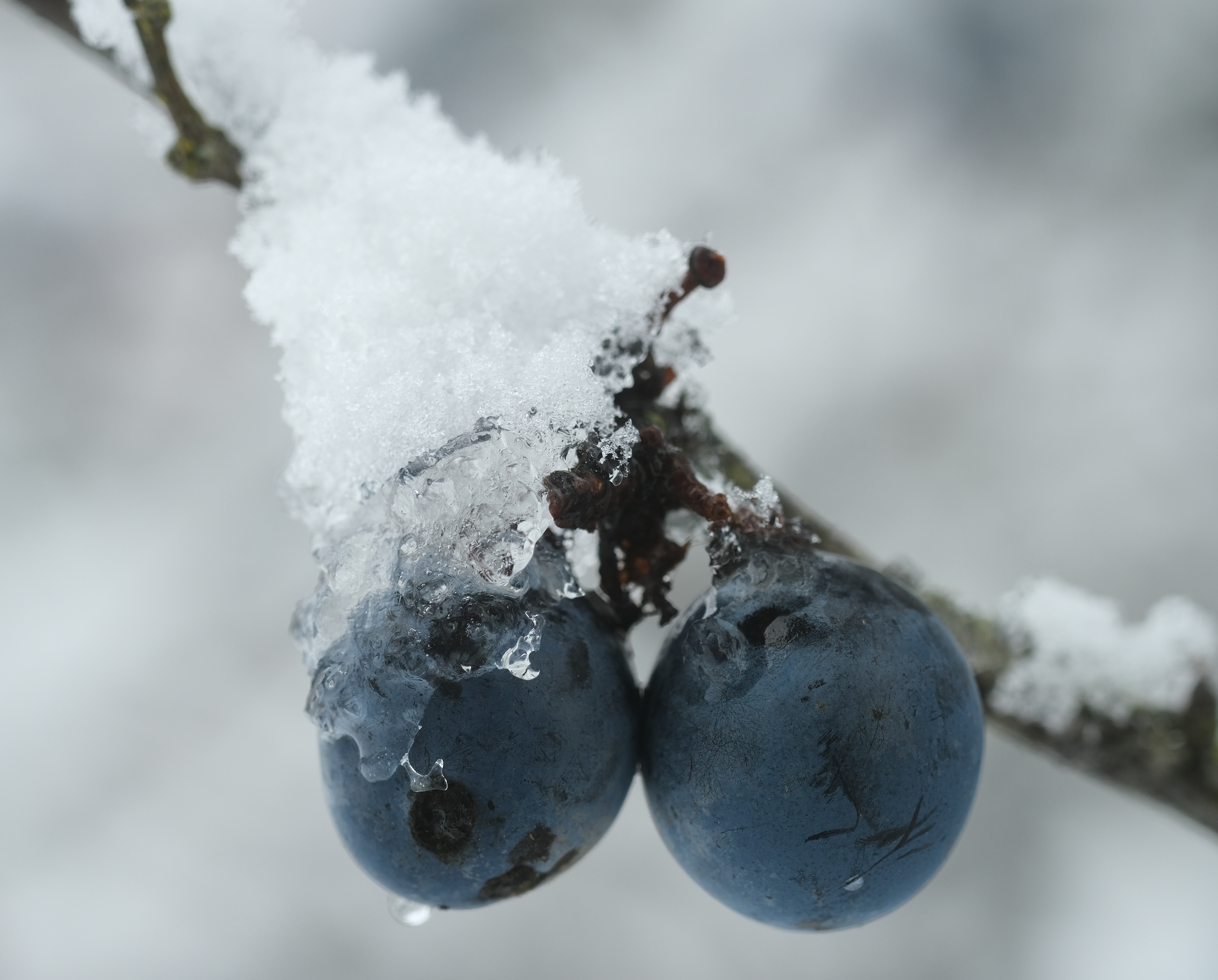
Winterfutter für Drosseln